# Фотопулемёт

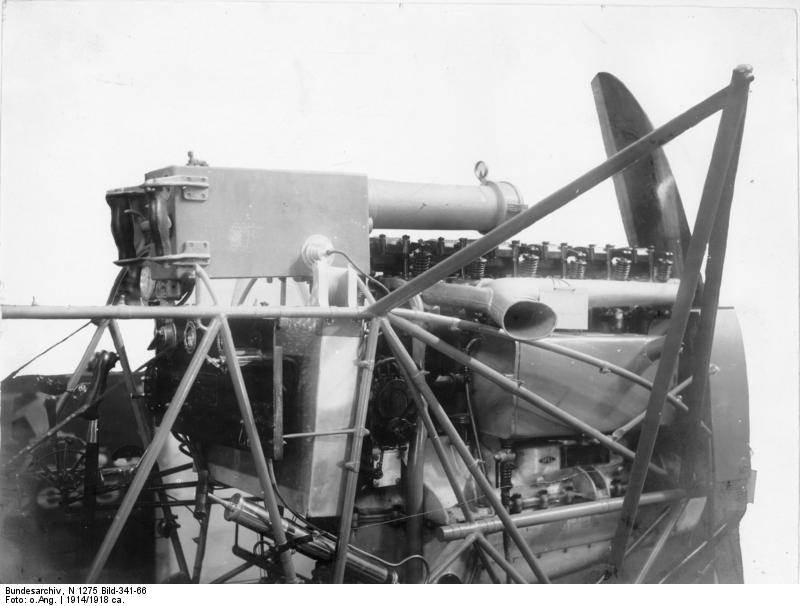
Фотопулемёт на самолёте Первой мировой войны

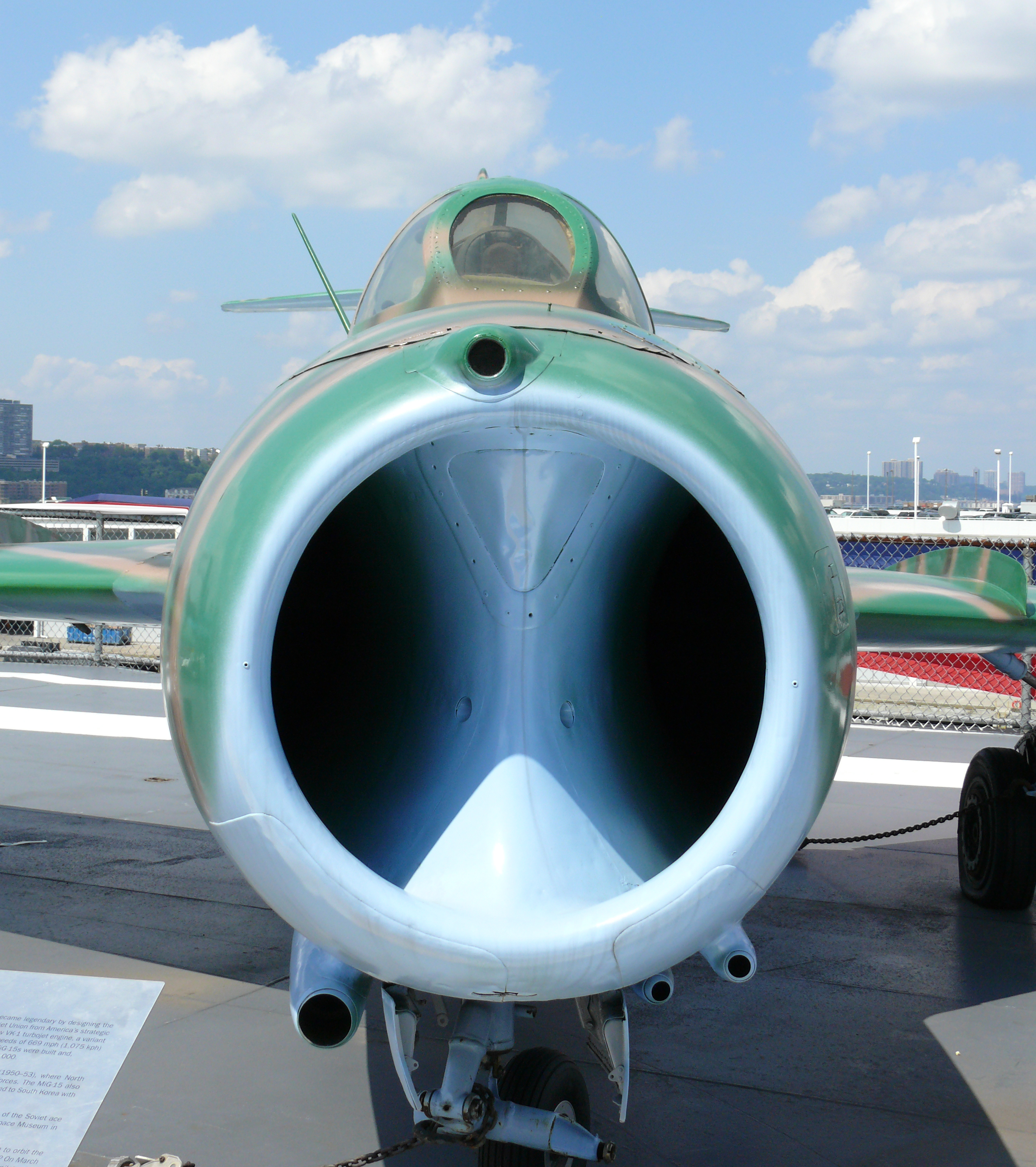
Окно фотокинопулемёта С-13 на истребителе МиГ-15
(на верхней кромке воздухозаборника)

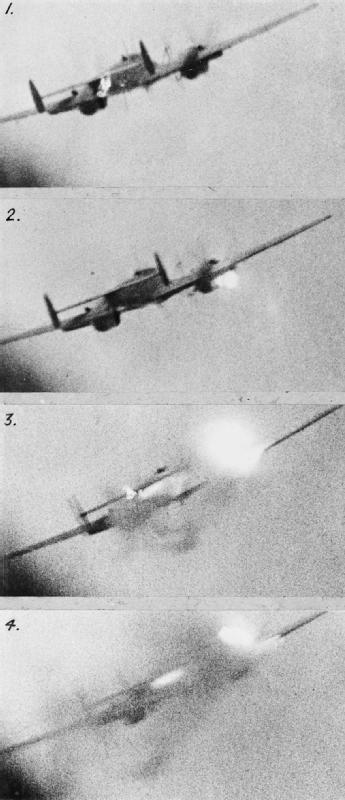
Кадры с фотопулемёта английского истребителя, атакующего немецкий Bf 110G. 26 февраля 1943 г.

Фотопулемёт или фотокинопулемёт (ФКП) — автоматическая фото- или кинокамера, устанавливаемая на боевом самолёте в качестве средства объективного контроля применения вооружения, как правило, стрелково-пушечного. Включение в работу фотокинопулемёта обычно синхронизировано с выключателями стрельбы (гашетками). В более современных летательных аппаратах вместо плёночных фотокинопулемётов применяют видеокамеры с записью видеоинформации на магнитную ленту или цифровые носители. Контроль работы телевизионных прицельных систем и прицельных комплексов производится более сложными системами по целому ряду параметров.

## История
Первые упоминания фотопулемётов относятся к Первой мировой войне. Изначально они применялись для обучения воздушных стрелков (как на истребителях, так и на бомбардировщиках). Как правило, в тренировочных целях фотопулемёт устанавливался либо вместо оборонительного вооружения бомбардировщика, либо подвешивался на пилоне под крылом или на фюзеляже истребителя. Впоследствии получила распространение практика встраивания фотопулемёта в конструкцию самолёта. Фотопулемёты, предназначенные для обучения стрелков, зачастую повторяли габариты, внешний вид и основные узлы использовавшегося в авиации вооружения (так, британский фотопулемёт Thorton-Pickard MK.III-H копировал пулемёт Льюиса); предположительно это внешнее сходство и послужило распространению названия «фотопулемёт».
Широкое распространение фотопулемёты получили во время Второй мировой войны. Фотопулемёты устанавливались на истребителях, бомбардировщиках, штурмовиках и учебных самолётах. Полученные с их помощью снимки служили доказательством победы лётчика или стрелка. Широко использовались в немецкой, американской и английской истребительной авиации. В советской авиации фотокинопулеметы были далеко не во всех авиационных частях. Даже там, где фотокинопулемёты были, они использовались не всегда, хотя значение их и в тренировке, и в бою было хорошо известно. Кадры, снятые при помощи фотопулемётов, часто можно видеть в военной кинохронике. Первая съёмка атаки немецкого самолёта на советский И-153, датированная 5 часами 20 минутами утра 22 июня 1941 года, продолжительностью 20 секунд, хранится в коллекции Британского музея Второй мировой войны в Лондоне.
Наиболее распространённым типом фотопулемёта в советской авиации был ПАУ-22, в немецкой — EK 16. Советский фотокинопулемет СЛП, выпускавшийся в 1930-е гг. в Ленинграде заводом ГОМЗ, использовал 35-мм киноплёнку и мог снять до 200 кадров форматом 23,75×24 мм в темпе 10…17 кадр/с. Привод механизма — электрический. Съёмочный объектив — «Индустар-7» с фокусным расстоянием 104,3 мм и светосилой 1:3,5. С помощью дополнительного объектива на каждый кадр снимался также циферблат встроенного секундомера. Механизм имел электрический обогрев.